# Guillermo Billinghurst

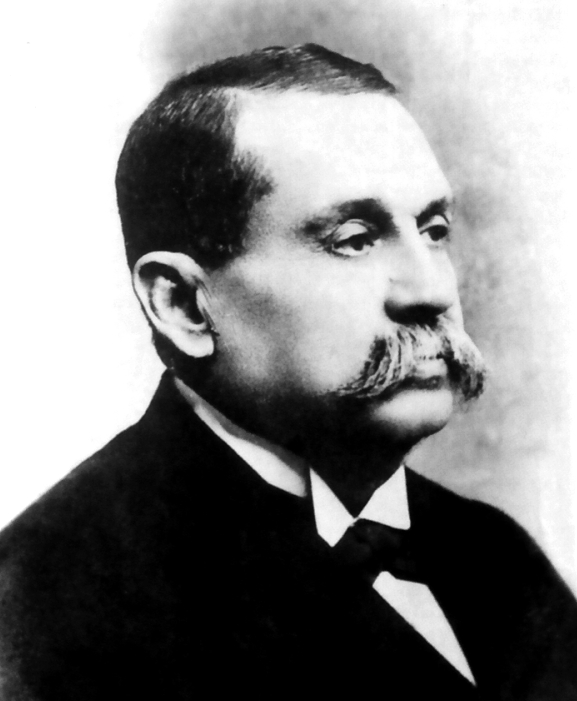
Guillermo Billinghurst 3

Guillermo Enrique Billinghurst Angulo (* 27. Juli 1851 in Arica (im heutigen Chile); † 28. Juni 1915 in Iquique, Chile) war ein peruanischer Politiker. Er war als Nachfolger von Augusto Leguía y Salcedo von 1912 bis 1914 peruanischer Präsident. Seine Präsidentschaft war geprägt durch heftige Auseinandersetzungen mit dem peruanischen Kongress über die Sozialreformen sowie die Beilegung des Tacna-Arica-Gebietsstreits mit Chile. Der Konflikt mündete in einen Militärputsch unter Führung von Oscar R. Benavides, der selbst die Macht übernahm.

## Leben

### Politische Karriere
Billinghurst gehörte dem Partido Civil an. Diese Partei galt damals als Architektin einer bisher nicht gekannten Periode politischer Stabilität und wirtschaftlichen Wachstums, setzte aber auch umfangreiche Sozialreformen in Bewegung, welche das Gesellschaftssystem Perus nachhaltig verändern sollten.
Als Vizepräsident unter der Regierung von Nicolás de Piérola von 1895 bis 1899 war Billinghurst in die Vermittlungsbemühungen um die Grenzkonflikte mit Chile eingeschaltet. Am 9. April 1898 unterzeichneten Billinghurst und der chilenische Außenminister Silva Cruz ein Memorandum, das einen Plebiszit in beiden Ländern vorsah. Als Schiedperson bei der Festlegung der Bedingungen des Votums sollte die spanische Königin María Cristina dienen.
Das Protokoll wurde vom chilenischen Parlament jedoch nicht ratifiziert. Als Folge wurden 1901 die diplomatischen Beziehungen zwischen beiden Ländern abgebrochen.

### Präsidentenwahl 1912
Der Wahlkampf von 1912 war der am heftigsten geführte der Epoche der „Aristokratischen Republik“ (ein Begriff, der sich auf die vorrangige Rekrutierung der politischen Klasse aus der sozialen Oberschicht bezog). Der Partido Civilista nominierte Antero Aspíllaga als seinen offiziellen Kandidaten, eine der bekanntesten Persönlichkeiten des konservativen Parteiflügels. Die politischen Gegner hielten ihm seine chilenische Geburt vor, die ihm für das Präsidentenamt untauglich mache.
Die „Civilistas“ waren nicht in der Lage, die neuen sozialen Kräfte zu kontrollieren, die ihre eigenen Reformen in Gang gesetzt hatten. Dies wurde deutlich, als Guillermo Billinghurst, der reformorientierte frühere Bürgermeister von Lima (1909–1910), einen Generalstreik organisierte, der die Wahl des offiziellen Parteikandidaten zum Präsidenten verhinderte und seine eigene Wahl durch den Kongress erzwang.

### Amtszeit als Präsident
Eine der wichtigsten Errungenschaften der Regierung Billinghurst war die Einrichtung einen 8-Stunden-Arbeitstages.
1914 setzte der Kongress ein Untersuchungsverfahren zur Absetzung Billinghursts ein. Dieser reagierte mit der Drohung, Arbeiter zu bewaffnen und die Auflösung des Kongresses zu erzwingen.
Billinghurst wurde am 4. Februar 1914 durch einen Staatsstreich des Militärs abgelöst, angeführt durch Oberst Oscar R. Benavides und die Brüder Javier und Manuel Prado Ugarteche sowie konservative Parteigänger des Partido Civil. Billinghurst musste Peru verlassen. Im Exil äußerte sich Billinghurst zum Staatsstreich:
„In einer ausführlichen und pathetischen Rede erklärte mir der junge Prado die Einzelheiten und Motive des Putsches: Sie erkannten alle meinen Patriotismus, meine Integrität und meine Fähigkeit zur Führung der Regierung an. Doch der einzige und schwerwiegendste Fehler, den ich beging, war die Richtung, die meine Innenpolitik dem Lande gab. und letztlich denke ich, dass die Söhne des früheren Präsidenten Mariano Ignacio Prado die Erinnerung an ihren Vater ‚säubern‘ müssen.“
Billinghurst starb im chilenischen Exil.

## Schriften
- El Presidente Billinghurst a la Nación. La Imprenta Diener, Santiago de Chile 1915.

| Personendaten    | Personendaten                                               |
| ---------------- | ----------------------------------------------------------- |
| NAME             | Billinghurst, Guillermo                                     |
| ALTERNATIVNAMEN  | Billinghurst Angulo, Guillermo Enrique (vollständiger Name) |
| KURZBESCHREIBUNG | peruanischer Politiker, Präsident von Peru (1912–1915)      |
| GEBURTSDATUM     | 27. Juli 1851                                               |
| GEBURTSORT       | Arica (im heutigen Chile)                                   |
| STERBEDATUM      | 28. Juni 1915                                               |
| STERBEORT        | Iquique, Chile                                              |